# Katianira platyura
Katianira platyura là một loài chân đều trong họ Katianiridae. Loài này được Shimomura & Akiyana miêu tả khoa học năm 2006.